# کالیفرنیا (فیلم ۱۹۲۷)
کالیفرنیا (انگلیسی: California) یک فیلم وسترن به کارگردانی دبلیو. اس. ون دایک است که در سال ۱۹۲۷ منتشر شد.